# Saint-Rieul
Saint-Rieul (en bretón Sant-Rieg) es una población y comuna francesa, situada en la región de Bretaña, departamento de Côtes-d'Armor, en el distrito de Saint-Brieuc y cantón de Lamballe.

## Demografía
| 307 | 306 | 281 | 312 | 344 | 328 |
| Para los censos de 1962 a 1999 la población legal corresponde a la población sin duplicidades (Fuente: INSEE [Consultar]) |     |     |     |     |     |